# Dziedziczenie pozachromosomowe
Dziedziczenie pozachromosomowe (cytoplazmatyczne, pozajądrowe) – dziedziczenie cech w inny sposób, niż przez geny znajdujące się na chromosomach, np. dziedziczenie materiału genetycznego zlokalizowanego w chloroplastach (chlDNA) i mitochondriach (mtDNA). Dziedziczenie takie nie odbywa się zgodnie z prawami Mendla. 